# Томеску, Василе
Васи́ле Дамиа́н Томе́ску (рум. Vasile Damian Tomescu; род. 1 июня 1929, Рэдулешти, близ Бухареста, Румыния) — румынский музыковед и музыкальный критик. Член-корреспондент Академии социальных и политических наук Румынии.

## Биография
В 1953 году окончил Бухарестскую консерваторию у Йоана Киреску и Йона Думитреску (музыкально-теоретические предметы), у Зено Ванчи (история музыки). В 1953—1954 годах — редактор, в 1954—1964 годах — заместитель главного редактора, а с 1964 года — главный редактор журнала «Muzica». С 1963 года — секретарь Союза композиторов Румынии. Один из ведущих румынских музыковедов. Автор книг и статей о румынской музыке и её истоках, о румынско-французских музыкальных связях, в частности фундаментального исследования «История музыкальных связей Франции и Румынии» (1973), многих научных очерков и статей о румынской музыке и румынских музыкантах и статей для музыкальных энциклопедий. Член Французского общества музыковедения (с 1967).

## Литературные сочинения
- Drumul creator al lui Dimitrie Cuclin. — București, 1956.
- Alfonso Castaldi. — București, 1958.
- Muzica on Republica Populara Româna. — București, 1958.
- Alfred Alessandrescu. — București, 1962.
- Filip Lazar. — București, 1963.
- Йон Думитреску, «Советская музыка», 1963, No 5.  (рус.)
- Specificul national si contemporaneitatea mijloacelor de expresie, «Muzica», 1963, No 8.
- Демократический жанр, «Советская музыка», 1964, No 8.  (рус.)
- George Breazul si muzicologia noastra, «Muzica», 1965, No 10-11.
- Beiträge zur dialektischen Behandlung der musikästhetischan Probleme, «Beiträge zur Musikwissenschaft», 1965, Jahrg. 7, H. 4.  (нем.)
- Specificul conceptiei si diversitatea de stiluri on muzica româneasca, «Studii de muzicologie», 1965, No 1.
- Paul Constantinescu. — București, 1967.
- Georges Enesco et la culture musicale roumaine, «Studii de muzicologie», 1968, No 4.  (фр.)
- L'originalité dans la musique roumaine contemporaine, «Synthèses», 1971, mai.  (фр.)
- Hinweis auf Rumânien, «Melos», 1972, Jahrg. 39, H. 2.  (нем.)
- Témoignage historique: Dimitrie Cantemir, «Muzica», 1973, No 9.  (фр.)
- Histoire des relations musicales entre la France et la Roumanie, t. 1. — București, 1973.  (фр.)
- Тенденции и достижения, «Советская музыка», 1974, No 8.  (рус.)
- Cultura muzicala on societatea noastra socialista, «Era Socialista», 1974, No 12.
- Cultura muzicala on societatea noastra socialista, «Muzica», 1974, No 9.  (фр.)
- L'histoire de la patrie, source d'inspiration pour la musique contemporaine roumaine, «Muzica», 1974, No 11.  (фр.)
- Vocatia militanta a muzicii noastre, «Muzica», 1976, No 7.
- Musica daco-romana, t. 1. — București, 1978.  (фр.)
- Sur la continuité et l'originalitй de la culture musicale romaine et sur les rapports avec la musique des peuples Slaves, «Muzica», 1978, No 11.  (фр.)
- Musica daco-romana, t. 2. — București, 1982.  (фр.)
- Jora, Mihail // Friedrich Blume (Hrsg.): MGG. Bd. 9. Bärenreiter Verlag, 2003, Sp. 1200–1202.  (нем.)
- George Enescu - un geniu al artei sunetelor, Institutul Cultural Român. — București, 2005, ISBN 973-577-468-2